# Placidus Sprenger
Pour les articles homonymes, voir Sprenger.
Placidus Sprenger (né le 27 octobre 1735 à Wurtzbourg, mort le 23 septembre 1806 à Bad Staffelstein) est un bénédictin, éditeur et historien allemand.

## Biographie
Il fait d'abord des études de droit puis se consacre à des études de théologie pour devenir pasteur. En 1762, il entre à l'abbaye de Banz et reçoit l'ordination en 1766. En 1773, il devient professeur de théologie et en 1777 bibliothécaire de l'abbaye. En 1796, il est élu prieur de l'abbaye Saint-Étienne de Wurtzbourg (de). Il tient ce poste trois ans puis revient à Banz. Il est avec les pères Dominikus Schramm (de), Roman Schad (de) et d'autres, un représentant des Lumières.

## Œuvre
Il développe son activité littéraire dans les journaux Fränkischer Zuschauer paraissant en 1773 et Litteratur des katholischen Deutschlands en 1775. Il arrête de diriger la rédaction après sa nomination à Wurtzbourg, cependant il continue d'y écrire.